# إي. إل. جيمس
إي. إل. جيمس (بالإنجليزية: E. L. James) (و. 1963  م) هي كاتِبة، وروائية، من المملكة المتحدة، ولدت في لندن.

## التعليم
تعلمت في جامعة كنت.

## وصلات خارجية
- إي. إل. جيمس على موقع IMDb (الإنجليزية)
- إي. إل. جيمس على موقع الموسوعة البريطانية (الإنجليزية)
- إي. إل. جيمس على موقع مونزينجر (الألمانية)
- إي. إل. جيمس على موقع بوكس أوفيس موجو (الإنجليزية)
- إي. إل. جيمس على موقع إن إن دي بي (الإنجليزية)
- إي. إل. جيمس على موقع ديسكوغز (الإنجليزية)
- إي. إل. جيمس على موقع قاعدة بيانات الفيلم (الإنجليزية)